# انجمن رادیو آماتوری لسوتو
انجمن رادیو آماتوری لسوتو (به انگلیسی: Lesotho Amateur Radio Society یا به اختصار LARS) یک سازمان غیرانتفاعی ملی در کشور لسوتو است که برای علاقه‌مندان به رادیو آماتوری فعالیت می‌کند. این انجمن یک دفتر تبادل کارت کیو‌اس‌ال (QSL) را برای اعضایی که به‌طور منظم با اپراتورهای رادیو آماتوری در سایر کشورها ارتباط دارند، اداره می‌کند. همچنین تجهیزات رادیویی در اختیار اعضای خود قرار می‌دهد.انجمن رادیو آماتوری لسوتو نماینده منافع اپراتورهای رادیو آماتوری و شنوندگان موج کوتاه در لسوتو در برابر نهادهای تنظیم مقررات مخابراتی داخلی و بین‌المللی است. این انجمن به‌عنوان نماینده ملی لسوتو در اتحادیه بین‌المللی رادیو آماتوری (International Amateur Radio Union) عضویت دارد.